# 3-я мотострелковая дивизия
3-я мотострелковая Висленская Краснознамённая, орденов Суворова и Кутузова дивизия (сокр. 3 мсд, в/ч 54046) — тактическое соединение Сухопутных войск Российской Федерации, созданное в постсоветское время в качестве дивизии «нового образца». Штаб дивизии до 2009 года располагался в микрорайоне Новый в черте города Нижнего Новгорода, с 2016 года — в городах Богучар и Валуйки.
Соединение входит в состав 20-й гвардейской общевойсковой армии.

## История формирования
Историческим предшественником части является 31-й танковый корпус, сформированный 28 мая 1943 года накануне Курской битвы. В составе корпуса были включены 100-я, 242-я и 237-я танковые бригады, 367-й гвардейский тяжелый самоходный артиллерийский полк. Боевое крещение корпус получил утром 6 июля 1943 года при проведении оборонительной операции на Обоянинском направлении в ходе Курской битвы.
В новые формирования входило по два танковых батальона: первый двухротного и второй трёхротного состава, а также мотострелковый батальон (рота автоматчиков и рота стрелков), зенитная батарея, истребительно-противотанковая артиллерийская батарея, рота управления, рота технического обеспечения и медико-санитарный взвод. Новые бригады имели по 43 танка Т-34, по 12-17 танков Т-70 и Т-60.
Особую гордость воинов вызывал тот факт, что часть боевых машин 237-й и 242-й танковых бригад были дарственными. На башнях танков бригад было написано «Тамбовский колхозник» и «Вологодский колхозник». Боевые машины построили на свои средства колхозников — зачинателей патриотического движения сбора средств на строительство танковых колонн и авиаэскадрилий.
В числе операций, в которых участвовал корпус, значатся Курская битва, Корсунь-Шевченковская, Львовско-Сандомирская, Карпатско-Дуклинская, Висло-Одерская, Нижне и Верхне-Силезская, Моравско-Остравская наступательные операции, а также освобождение городов и сел восточной и западной Украины, Польши, Чехословакии, таких как Харьков, Винница, Сандомир, Бреслау, Оломоуц, Прага.
За форсирование реки Висла и воинская часть удостоена почетного наименования «Висленская», за овладение немецкой крепостью Бреслау награждена орденом Красного Знамени, за овладение г. Гинденбург — орденом Суворова II степени, а городами Ратибор, Бислау — орденом Кутузова II степени.
По окончании войны корпус переформирован в 31-ю танковую дивизию, с сохранением за ней условных и почетных наименований. С июля 1946 года по август 1968 года дивизия дислоцировалась в городе Проскуров (ныне Хмельницкий) Прикарпатского военного округа, где входила в состав 38-й общевойсковой армии округа. Осенью 1956 года 100-й танковый полк дивизии был направлен в Венгрию для усиления Особого корпуса, где принимал активное участие в боях в г. Будапешт.
В августе 1968 года 31-я танковая дивизия под командованием генерал-майора А. П. Юркова была введена в Чехословакию, где осталась в составе вновь сформированной Центральной группы войск, войдя в состав 28-го армейского корпуса. Место дислокации дивизии — г. Брунталь.

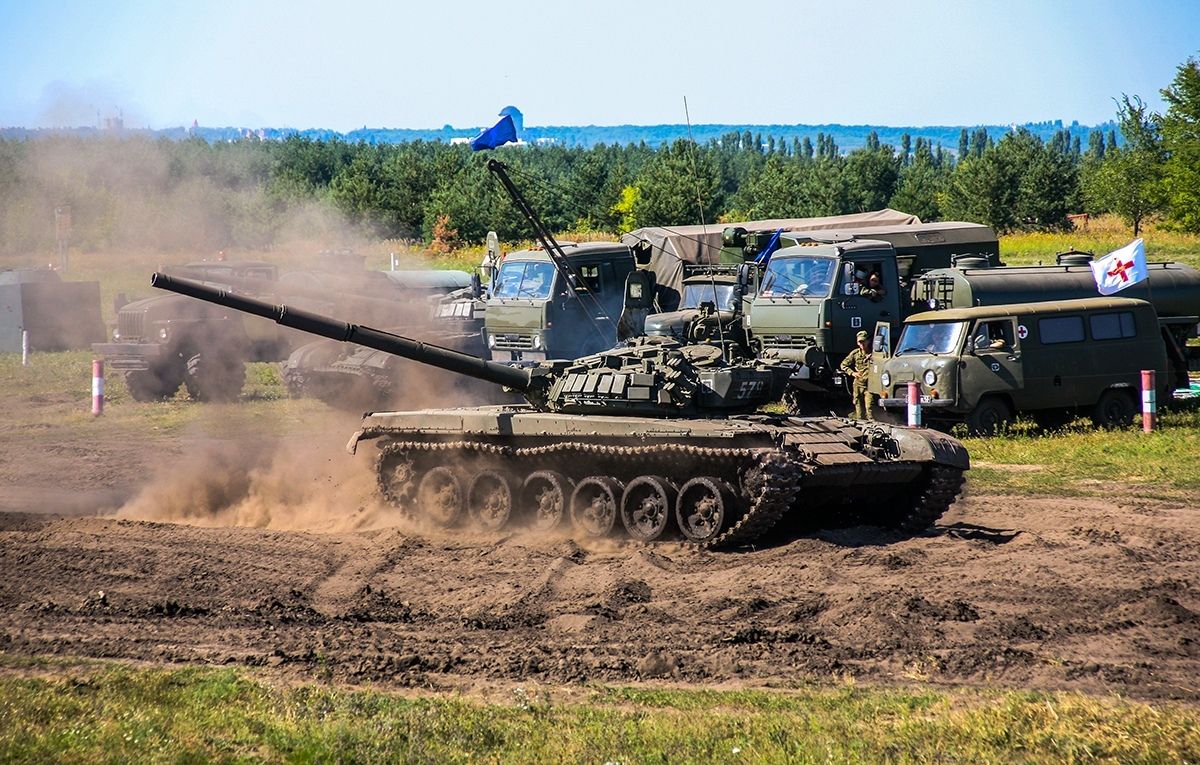
Т-72Б на стрельбах танкистов 3-й мсд на полигоне Погоново. 13 августа 2018 года.

В 1990 году дивизия одной из первых выведена в Советский Союз и размещена на территории Московского военного округа (МВО) с дислокацией в городах Нижегородской области: Нижний Новгород, Дзержинск, Бор и посёлке Мулино. На момент вывода дивизии она имела свёрнутый по штату танковый парк, а 752-й мотострелковый полк имел только штаб, в связи с чем в новом месте дислокации с дивизией была объединена 47-я гвардейская танковая дивизия, выведенная из ГСВГ, в результате к июлю 1997 года дивизия переформирована в 3-ю мотострелковую, унаследовав награды и почётные звания 31-го танкового корпуса и ряд формирований 47-й гвардейской танковой дивизии.
Большинство частей новообразованной дивизии в составе группировки войск МВО на Северном Кавказе принимали активное участие в боевых действиях во Второй чеченской кампании в период 1999—2001 годов и с успехом выполнили все поставленные задачи. За мужество и отвагу, проявленные при ликвидации незаконных вооружённых формирований, орденами и медалями были награждены более 3000 военнослужащих. Восемь из них удостоены высокого звания Героя России. Это полковник А. Корольков и полковник С.Морозов, подполковник В. Васильев (посмертно), майор С. Таранец (посмертно), капитан О. Тибекин (посмертно), капитан В. Заврайский, капитан А. Хамитов, старший лейтенант П. Захаров (посмертно).
К концу 1990-х гг. дивизия являлась одним из наиболее укомплектованных и боеспособных соединений Сухопутных войск РФ.
По итогам 2004 года дивизия была признана одним из лучших соединений Московского военного округа.
В период военной реформы 2008—2010 гг. дивизия была переформирована в 9-ю отдельную мотострелковую бригаду, унаследовавшую все награды и почётные наименования 3-й мсд, 100-й танковый полк был переформирован в 6-ю отдельную танковую Ченстоховскую Краснознамённую, ордена Кутузова бригаду.
Дивизия была воссоздана путём переформирования 9-й отдельной мотострелковой Висленской, Краснознамённой, орденов Суворова и Кутузова бригады и 23-й отдельной гвардейской мотострелковой Петроковской дважды Краснознамённой, орденов Суворова, Кутузова и Богдана Хмельницкого Волжской казачьей бригады. Дивизия была сформирована 1 декабря 2016 года.
4 декабря 2023 года Указом президента России №926 99-му самоходному артиллерийскому полку дивизии присвоено почётное наименование «гвардейский» за стойкость и мужество проявленные в ходе боевых действий.

## Состав
3-я мотострелковая дивизия имела отличный от советского и российского образца состав полков: два танковых и два мотострелковых и отсутствовала 122-мм ствольная артиллерия:
- 100-й танковый Ченстоховский Краснознамённый, ордена Кутузова полк (г. Дзержинск)

91 Т-80БВ; 16 БМП (12 БМП-2, 4 БРМ-1К); 1 БТР (БТР-70)); 21 2СЗ «Акация»; 2 БМП-1КШ, 2 ПРП-4, 1 ПУ-12, 3 РХМ; 1 МТ-55А; 1141 чел.;
- 237-й танковый Краснознамённый, орденов Суворова и Богдана Хмельницкого полк (г. Дзержинск)

92 Т-80; 18 БМП (15 БМП-2, 3 БРМ-1К); 2 БТР (БТР-70); 22 2СЗ «Акация»; 2 БМП-1КШ; 1 ПРП-4, 3 ПУ-12, 1 Р-145БМ, 3 РХМ; 1 МТ-55А; 1141 чел.;
- 245-й гвардейский мотострелковый Гнезненский Краснознамённый, ордена Суворова полк (п. Мулино)

31 Т-80; 137 БМП (131 БМП-2, 6 БРМ-1К); 4 БТР (2 БТР-80, 2 БТР-70); 22 2СЗ «Акация»; 15 БМП-1КШ, 1 ПРП-4, 1 ПУ-12, 3 РХМ; 3 БРЭМ-4; 2204 чел.;
- 752-й мотострелковый полк (п. Новый, Нижний Новгород)

30 Т-80; 133 БМП (127 БМП-2, 6 БРМ-1К); 8 БТР (3 БТР-80, 5 БТР-70); 31 2СЗ «Акация»; 10 БМП-1КШ, 2 ПРП-4; 2204 чел.;
- 99-й гвардейский самоходный артиллерийский Померанский Краснознамённый, орденов Суворова и Кутузова полк (п. Мулино)

36 2С19 «Мста-С», 16 БМ-21 «Град»; 5 ПРП-4, 6 1В18, 2 1В19, 2 БМП-1КШ, 1 Р-156БТР; 2 МТ-ЛБТ; 1077 чел.;
- 1143-й зенитный ракетный Одерский полк (п. Новый): ЗРК «Тор»; 2 Р-156БТР; 416 чел.;

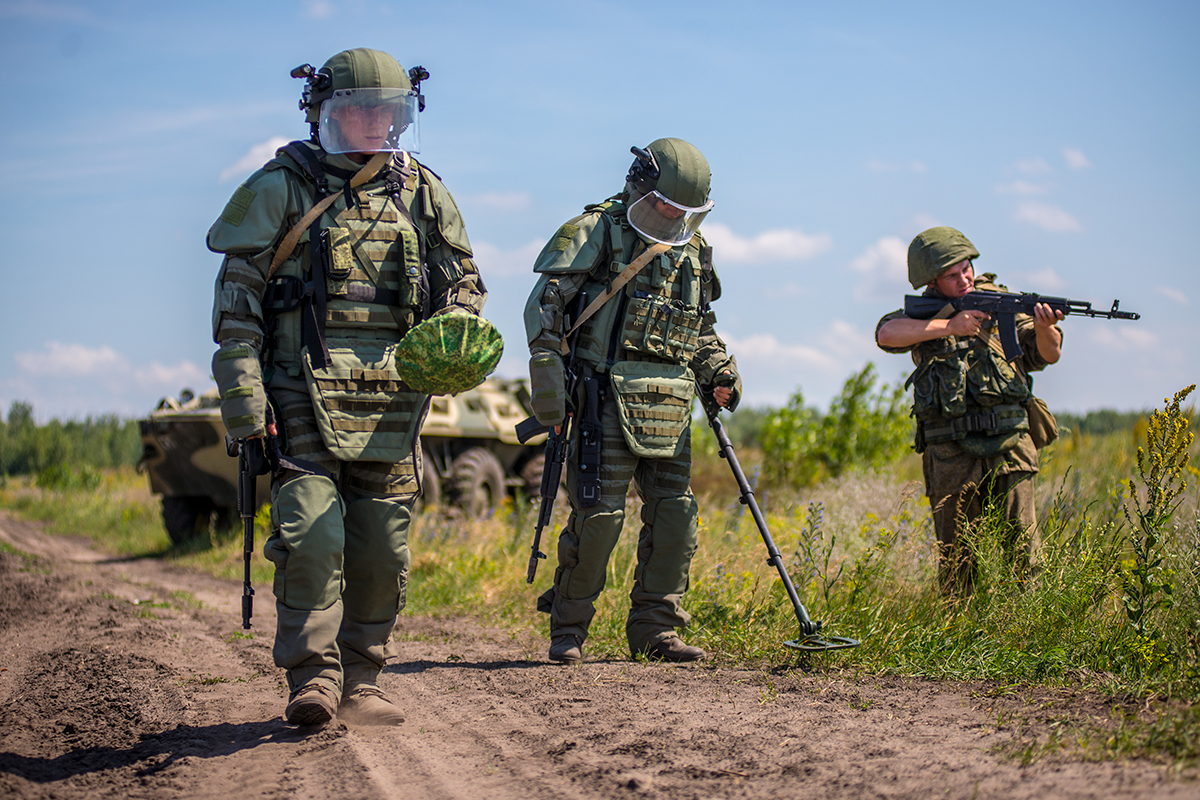
Сапёры дивизии на сборе командиров батальонов и дивизионов 20-й гв. ОА 28 июня 2018 г.

- 159-й отдельный противотанковый артиллерийский дивизион (п. Мулино): 1 ПРП-4, 1 Р-145БМ, 13 МТ-ЛБТ; 193 чел.;
- 84-й отдельный разведывательный батальон (Нижний Новгород): 28 БМП (15 БМП-2, 13 БРМ-1К); 16 БТР (8 БТР-80, 6 БТР-70); 2 Р-145БМ, 1 Р-156БТР; 375 чел.;
- 145-й отдельный инженерно-сапёрный батальон (станция Сейма): 1 УР-67; 357 чел.;
- 692-й отдельный батальон связи (п. Новый): 14 Р-145БМ, 1 Р-156БТР; 275 чел.;
- 9-й отдельный батальон РЭБ (Бор): 4 СПР-2, 2 Р-145БМ; 171 чел.

Кроме того, в дивизию входили 625-й отдельный батальон РХБ защиты, 152-й отдельный ремонтно-восстановительный батальон, 911-й отдельный батальон материального обеспечения и 231-й отдельный медицинский батальон.
Всего на 01.01.2000 3-я мотострелковая дивизия, имея численность личного состава 10 850 чел., располагала:
- 244 танками (Т-80);
- 361 БМП и БТР (включая БРМ-1К);
- 132 САУ (36 2С19 «Мста-С», 96 2СЗ «Акация»);
- 16 РСЗО (БМ-21 «Град)».

9-я отдельная мотострелковая Висленская Краснознамённая, орденов Суворова и Кутузова бригада, в/ч 54046 (г. Нижнего Новгород (передислокация в г. Богучар в течение 2016 года):
- управление,
- 1-й мотострелковый батальон,
- 2-й мотострелковый батальон,
- 3-й мотострелковый батальон,
- стрелковая рота (снайперов),
- танковый батальон,
- 1-й гаубичный самоходно-артиллерийский дивизион,
- 2-й гаубичный самоходно-артиллерийский дивизион,
- реактивный артиллерийский дивизион,
- противотанковый артиллерийский дивизион,
- зенитный ракетный дивизион,
- зенитный ракетно-артиллерийский дивизион,
- разведывательный батальон,
- инженерно-саперный батальон,
- батальон управления (связи),
- ремонтно-восстановительный батальон,
- батальон материального обеспечения,
- рота БПЛА,
- рота РХБЗ,
- рота РЭБ,
- батарея управления и артиллерийской разведки (начальника артиллерии),
- взвод управления и радиолокационной разведки (начальника противовоздушной обороны),
- взвод управления (начальника разведывательного отделения),
- комендантская рота,
- медицинская рота,
- взвод инструкторов,
- взвод тренажеров,
- полигон,
- оркестр.

На вооружении: 40 ед. Т-72Б3, 1 ед. Т-72БК, 120 ед. БМП-2, 15 ед. МТ-ЛБ, 18 ед. БМ-21 «Град», 36 ед. 152 мм САУ 2С3 «Акация», 18 ед. 120 мм миномётов 2С12 «Сани», 12 ед. 100 мм пушек МТ-12 «Рапира», 12 ед. самоходных птрк 9П149 «Штурм-С», 27 ед. ПТРК 9К115 «Метис», 11 ед. БТР-82А, 25 ед. БТР-80, 4 ед. БРДМ-2, 12 ед. БМ 9А33БМ2(3) «Оса», 6 ед. БМ 9А34(35) «Стрела-10», 6 ед. ЗСУ 2С6М «Тунгуска», 27 ед. ПЗРК 9К38 «Игла».
- штаб дивизии (в/ч 54046, Валуйки)[9]
- 252-й гвардейский мотострелковый орденов Суворова и Александра Невского полк (в/ч 91711, Богучар)
- 362-й мотострелковый полк[10]
- 752-й гвардейский мотострелковый Петракувский дважды Краснознамённый орденов Суворова, Кутузова и Богдана Хмельницкого Волжский казачий полк (в/ч 34670, Валуйки и Солоти)
- 237-й танковый Краснознамённый орденов Суворова и Богдана Хмельницкого полк (в/ч 91726, Солоти)
- 99-й гвардейский самоходный артиллерийский полк (в/ч 91727, Богучар)
- 1143-й отдельный зенитный ракетный дивизион (Богучар)
- 84-й отдельный разведывательный батальон (в/ч 22263, Валуйки)
- 159-й отдельный противотанковый артиллерийский дивизион
- 692-й отдельный батальон связи (в/ч 22463, Валуйки)
- 337-й отдельный инженерно-сапёрный батальон (в/ч 91717, Богучар)
- 911-й отдельный батальон материального обеспечения (в/ч 54366, Солоти)
- 231-й отдельный медицинский батальон (в/ч 83833, Богучар)
- отдельный батальон РЭБ (Валуйки)[11]
- отдельная рота БЛА
- отдельная рота РХБЗ
- отдельная ремонтная рота
- отдельная эвакуационная рота
- отдельная комендантская рота

## Командиры
- 2011—2014 — полковник Нырков, Сергей Семёнович
- генерал-майор Касторнов, Константин Георгиевич
- 2016—2019 — генерал-майор Рузинский, Андрей Юрьевич,
- 12.01.2019 — н. в. — генерал-майор Авдеев, Алексей Вячеславович[12].

## Награждённые званием Героя Российской Федерации
- старший лейтенант Насибуллин, Игорь Леонидович, командир танковой роты 237-го танкового полка, 2022 год (посмертно).
- рядовой Галиуллин, Рашид Рашитович, номер расчёта мотострелкового отделения мотострелкового взвода мотострелковой роты мотострелкового батальона 252-го мотострелкового полка, 2023 год.
- майор Соболев, Николай Сергеевич, командир мотострелкового батальона 252-го гвардейского мотострелкового полка, 2024 год.
- майор Юргин, Игорь Васильевич, командир штурмового отряда «Чёрная Мамба» 252 мотострелкового полка, 2024 год.